# Dönberger Wasserturm
Der Dönberger Wasserturm war ein Wasserturm im heutigen Wuppertaler Ortsteil Dönberg, der in der ersten Hälfte des 20. Jahrhunderts noch zur Stadt Hardenberg-Neviges gehörte.
Der Wasserturm wurde vermutlich 1911 errichtet und befand sich in der Nähe der Höhenstraße bei der Einmündung Am Eickhof / Woltersberg. Es handelte sich um einen Kugelbehälter der Bauart Klönne auf einem stählernen Standgerüst. Das Wasser soll von einem Bach bei Untenrohleder zum Turm gepumpt worden sein. Das Bauwerk wurde bereits Ende der 1930er Jahre niedergelegt, es sind bislang nur zwei Abbildungen des Turms bekannt.